# Kjeld Olesen
Kjeld Olesen (* 8. Juli 1932 in Kopenhagen; † 25. Juli 2024) war ein dänischer sozialdemokratischer Politiker. 

## Leben
Kjeld Olesen war von 1966 bis 1987 Mitglied des dänischen Parlaments. Von 1971 bis 1973 war er Verteidigungsminister im Kabinett von Jens Otto Krag und Anker Jørgensen. Von 1975 bis 1978 war er Arbeitsminister im Kabinett von Jørgensen und anschließend von 1979 bis 1982 Außenminister. Olesen war zudem sieben Jahre lang stellvertretender Parteivorsitzender der sozialdemokratischen Partei Dänemarks.
Kjeld Olesen starb am 25. Juli 2024 im Alter von 92 Jahren.